# The Mediator Between Head and Hands Must Be the Heart
Albums de Sepultura
Kairos
(2011) Machine Messiah
(2017)
The Mediator Between Head and Hands Must Be the Heart est le 13e album longue durée du groupe de thrash metal brésilien Sepultura, sorti le 25 octobre 2013 sous le label Nuclear Blast. Il s'agit du premier album du groupe réalisé avec le batteur Eloy Casagrande, qui a rejoint le groupe en 2012, ainsi que le premier album enregistré aux États-Unis depuis Against en 1998.

## Contexte
Dès le mois de mai 2012, le groupe a indiqué travailler sur un nouvel album avec le jeune batteur venu remplacer Jean Dolabella. Le 10 décembre 2012, le producteur de l'album Roots, Ross Robinson, a déclaré qu'il produirait ce nouvel album. En mai 2013, le groupe informe les médias – par la voix de son chanteur – que treize chansons ont été composées, et que les paroles sont en cours d'écriture. Le 12 juillet, le groupe annonce sur son site avoir achevé les sessions d'enregistrement et communique le titre de l'album.
Le titre de l'album est la phrase concluant le film Metropolis (Fritz Lang, 1927), Mittler zwischen Hirn und Händen muss das Herz sein, et évoque la collaboration de classes (le cerveau désignant les cols blancs et les mains les cols bleus).

## Style musical
Le chanteur Derrick Green a décrit l'album comme « vraiment sombre et sinistre, définitivement métal » alors que le guitariste Andreas Kisser a déclaré que l'album est « brutal, rapide et efficace ». Les membres du groupe ont également apprécié la performance du nouveau batteur Eloy Casagrande.

## Musiciens et technique
Sepultura
- Derrick Green - chant, guitare rythmique
- Andreas Kisser - guitare
- Paulo Jr. - guitare basse
- Eloy Casagrande - batterie, percussions
- Ross Robinson - producteur
- Dave Lombardo - batterie additionnelle

## Liste des chansons
| No  | Titre                                                    | Durée |
| --- | -------------------------------------------------------- | ----- |
| 1.  | Trauma of War                                            | 3:45  |
| 2.  | The Vatican                                              | 6:33  |
| 3.  | Impending Doom                                           | 4:15  |
| 4.  | Manipulation of Tragedy                                  | 4:16  |
| 5.  | Tsunami                                                  | 5:10  |
| 6.  | The Bliss of Ignorants                                   | 4:51  |
| 7.  | Grief                                                    | 5:34  |
| 8.  | The Age of the Atheist                                   | 4:19  |
| 9.  | Obsessed (avec Dave Lombardo)                            | 3:53  |
| 10. | Da Lama ao Caos (reprise de Chico Science & Nação Zumbi) | 4:28  |

| 11. | Stagnate State of Affairs | 3:37 |